# Kuze Hirochika
Kuze Hirochika est un nom japonais traditionnel ; le nom de famille (ou le nom d'école), Kuze, précède donc le prénom (ou le nom d'artiste).
Kuze Hirochika (久世 広周, 5 mai 1819 - 28 juillet 1864) est un daimyo de la fin de l'époque d'Edo qui dirige le domaine de Sekiyado. il exerce la fonction de rōjū dans le shogunat Tokugawa, et brièvement comme rōjū en chef (rōjū shuza 老中首座).

## Référence
- Totman, Conrad. The Collapse of the Tokugawa Bakufu, 1862-1868. Honolulu: University of Hawai'i Press, 1980.

## Source de la traduction
- (en) Cet article est partiellement ou en totalité issu de l’article de Wikipédia en anglais intitulé « Kuze Hirochika » (voir la liste des auteurs).